# 長谷川浩己
長谷川 浩己（はせがわ ひろき、1958年 - ）は、日本のランドスケープ・アーキテクト。
オンサイト計画設計事務所パートナー、武蔵野美術大学特任教授。登録ランドスケープアーキテクト。荒れ地学会会員。千葉大学、東京理科大学、法政大学非常勤講師。千葉県生まれ。

## 略歴
千葉大学園芸学部緑地環境学科を卒業し、東京都特別区職員を経て、アメリカ合衆国・オレゴン大学大学院修士課程に留学。1985年大学院を修了しMLA取得後、カドゥチ・ハーマン・アソシエイツ、1988年からサンフランシスコにてジョージ・ハーグレイブスのハーグレイブス・アソシエイツに1991年まで勤務。帰国後はササキ・エンバイロメント・デザイン・オフィスを経て、1998年にオンサイト計画設計事務所を共同設立。
オンサイト計画設計事務所一連の作品に対して、2007年にUrban Design Prizeを受賞。
ミラノ市主催による新都心中央公園のポルタ・ヌオーヴァ公園国際コンペで石本建築事務所とJVで参加し、2等賞に入選した。

## 主な作品と受賞歴
- 気仙沼内湾ウォーターフロント復興計画　釜石東部地区 津波復興拠点整備事業（釜石の広場など）[1]
- 陸前高田市・今泉地区の復興まちおこし計画[2]
- 横浜・ポートサイド地区帷子川水際公園（現・ポートサイド公園）（コンペティション最優秀賞案、グッドデザイン賞）
- 多々良沼公園／館林美術館ランドスケープ（日本造園学会賞、グッドデザイン賞）[3]
- 学校法人廣池学園瑞浪キャンパス
- ナポリ大学キャンパス
- 北上市文化交流センター さくらホール
- 二番町ガーデン（ビルディング）屋上庭園
- 浜名湖花博 しずおか国際園芸博覧会「パシフィックフローラ2004」「第21回全国都市緑化しずおかフェア」浜松館庭園インスタレーション
- 東雲キャナルコートCODAN中央街区・ランドスケープ（グッドデザイン賞金賞共同受賞、BCS賞特別賞）[4]
- 日本橋一丁目三井ビルディング 日本橋コレド/日本橋コレドアネックス広場リニューアル計画（グッドデザイン賞共同受賞）
- 元麻布C-MA3（JCDデザイン賞共同受賞）
- 丸の内オアゾランドスケープ
- 星野リゾートハルニレテラス 軽井沢[5]、星のや軽井沢ランドスケープ（AACA 芦原義信賞、アジア建築家評議会アルカシア建築賞ゴールドメダル、JIA環境建築賞、グッドデザイン賞、土木学会デザイン賞選考委員特別賞）、星のや竹富島[6]、星のや富士[7][8]、星のやバリ[9]、小淵沢リゾナーレZONA ガーデン、ホテル･ブレストンコート･林の中庭
- 陸前高田箱根山テラスのランドスケープ（JCD Design Award 2015 銀賞等）
- 名取市文化会館ランドスケープ
- 大沢野町健康ふれあい広場（大沢野町健康福祉センターワークステーション）[10]
- 国際研究交流大学村･東京国際交流館ランドスケープ
- 万科上海支社
- 赤坂サカスランドスケープ
- 立正大学熊谷キャンパス[11]
- オガール・タウンオガール広場（岩手県紫波郡紫波町、2018年日本建築学会賞）[6]

## 著書
単著
- 風景にさわる ランドスケープデザインの思考法　丸善出版、2017